# 伊藤忠彦
伊藤 忠彦（いとう ただひこ、1964年〈昭和39年〉7月11日 - ）は、日本の政治家。自由民主党所属の衆議院議員（6期）。復興大臣（第17・18代）、福島原発事故再生総括担当大臣。
環境副大臣兼内閣府副大臣（第3次安倍第2次改造内閣・第3次安倍第3次改造内閣・第4次安倍内閣）、総務大臣政務官兼内閣府大臣政務官（第2次安倍内閣）、衆議院法務委員長、同東日本大震災復興特別委員長、愛知県議会議員（2期）、自由民主党政務調査会国土交通部会部会長、同党副幹事長、同党地方議員年金検討PT座長などを歴任。
伯父は宮城県知事を務めた山本壮一郎。

## 来歴
愛知県名古屋市生まれ。父は東海銀行の元頭取であり、実家は名古屋市で400年続く旧商家「川伊藤家」。名古屋市立御園小学校、東海中学校、早稲田大学高等学院、早稲田大学法学部卒業。早大在学中は奥島孝康のゼミに所属。大学卒業後、電通に入社し、1994年3月に退社。同年4月より、衆議院議員武村正義の秘書を務める。武村の誘いにより、1995年7月の第17回参議院議員通常選挙では新党さきがけの比例区の名簿順位9位で、1996年10月の第41回衆議院議員総選挙では新党さきがけの比例近畿ブロック単独4位で出馬するもどちらも落選。1997年10月より、衆議院議員小渕恵三の秘書。1998年8月、当時自由民主党所属の衆議院議員であった久野統一郎の誘いを受け、久野の選挙区に含まれる知多市へ移り住んだ。
1999年、愛知県議会議員選挙に、知多市選挙区から出馬し、初当選した。2003年の県議選で再選。
2005年、2期目の任期途中で愛知県議を辞職し、第44回衆議院議員総選挙に、自民党公認で愛知8区から出馬。民主党前職の伴野豊を破り、当選した。2009年の第45回衆議院議員総選挙では、愛知8区で民主党の伴野に敗れ、比例復活もできずに落選した。

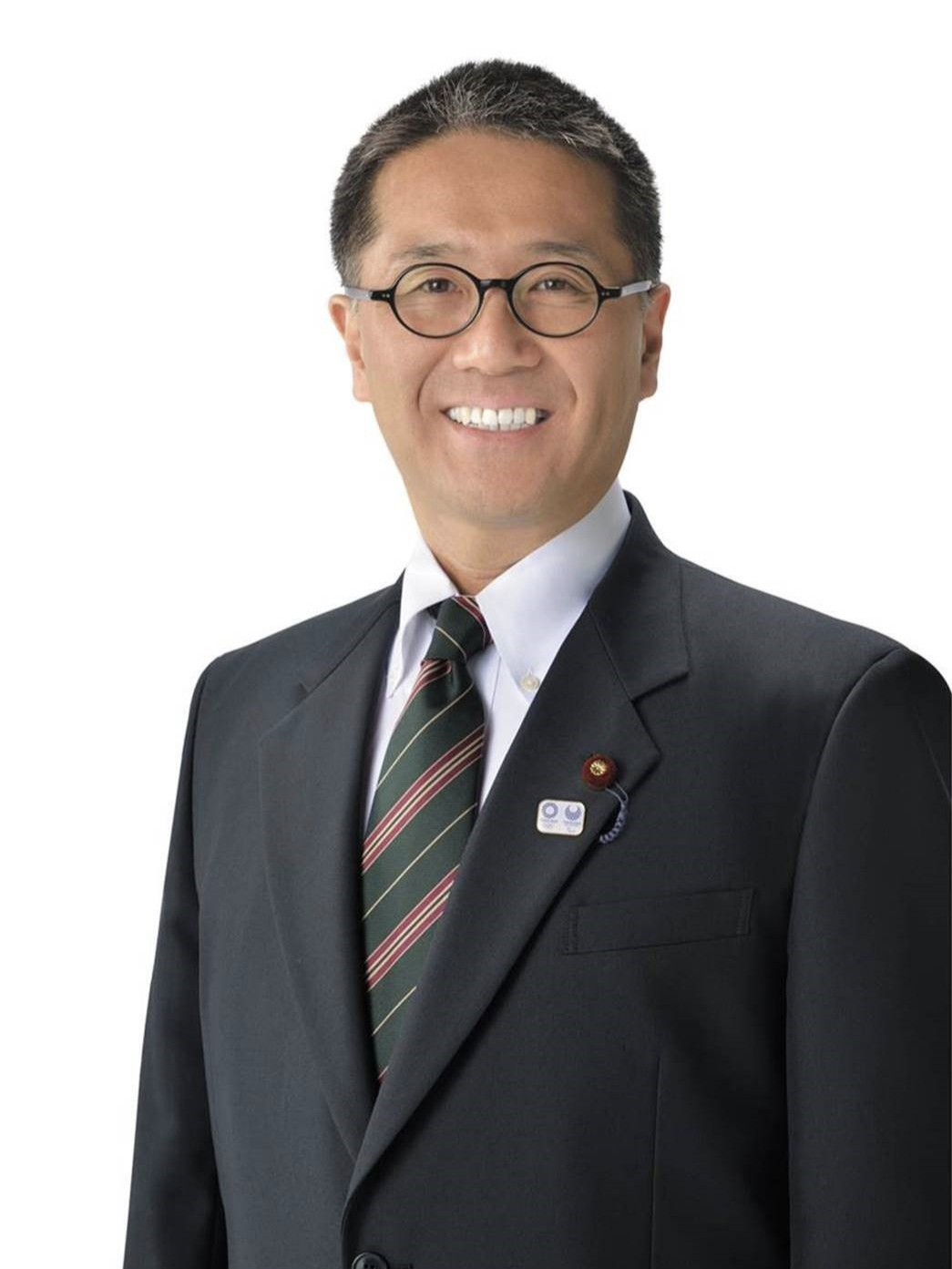
環境副大臣在任中に公開された肖像写真

2012年の第46回衆議院議員総選挙に、自民党公認で愛知8区から出馬し、民主党の伴野を比例復活すら許さない大差で破り、3年ぶりに国政に復帰した。2013年9月、第2次安倍内閣で総務大臣政務官兼内閣府大臣政務官に任命された。2014年の第47回衆議院議員総選挙に、自民党公認で愛知8区から出馬し、3選。2016年1月4日、第190回国会で議事進行係に就任した。同年8月、第3次安倍第2次改造内閣で環境副大臣兼内閣府副大臣に任命された。
2017年の第48回衆議院議員総選挙に、自民党公認で愛知8区から出馬。2005年以来、愛知8区の議席を争ってきた伴野が無所属で出馬し、伴野に1,852票の僅差まで詰め寄られるも、愛知8区で4選。
2018年10月、自民党国土交通部会長に就任。
2021年10月31日の第49回衆議院議員総選挙で、立憲民主党公認の伴野を、前回よりも更に僅差の1,065票差で破り、5期目の当選を果たした（伴野は比例復活で返り咲いた）。
2024年9月27日に行われた自民党総裁選挙において河野太郎の推薦人に名を連ねた。1回目の投票では河野に投じ、得票数1位の高市早苗と2位の石破茂が進んだ決選投票では石破に投じた。10月1日に発足した第1次石破内閣で復興大臣に就任した。
2024年10月27日の第50回衆議院議員総選挙では、伴野に19,438票差で敗れたものの、比例東海ブロックの重複立候補者の中で惜敗率83.1％と当選順位が7番目となり、国民民主党の比例名簿で登載者不足が発生したことから自民党が確保した7議席目に滑り込んだことで6期目の当選を果たした。同年11月11日に発足した第2次石破内閣において復興大臣に留任。

## 政策・主張
- 第9条を含む日本国憲法の改正に賛成[23]。
- 憲法への緊急事態条項の創設に賛成[23]。
- 原子力発電は日本に「必要だ」としている[23]。
- カジノの解禁に賛成[23]。
- 日本の核武装について「将来にわたって検討すべきでない」としており、非核三原則の「持ち込ませず」の部分についても「議論する必要はない」としている[23]。

## 所属団体・議員連盟
- 衆議院東日本大震災復興特別委員会 - 委員長（2021年11月 - 2022年10月）[24]
- 自民党たばこ議員連盟[25]
- 時代に適した風営法を求める議員連盟（パチンコ議連）
- 神道政治連盟国会議員懇談会
- TPP交渉における国益を守り抜く会
- 北京オリンピックを支援する議員の会
- 日韓議員連盟
- 日本・カタール友好議員連盟（事務局長）

## 選挙歴
| 当落 | 選挙                     | 執行日         | 年齢 | 選挙区           | 政党         | 得票数     | 得票率 | 定数 | 得票順位 /候補者数 | 政党内比例順位 /政党当選者数 |
| ---- | ------------------------ | -------------- | ---- | ---------------- | ------------ | ---------- | ------ | ---- | ------------------ | ---------------------------- |
| 落   | 第17回参議院議員通常選挙 | 1995年07月23日 | 30   | 参議院比例区     | 新党さきがけ | ーー票     | ーー   | 48   | /                  | 9/2                          |
| 落   | 第41回衆議院議員総選挙   | 1996年10月20日 | 32   | 比例近畿ブロック | 新党さきがけ | ーー票     | ーー   | 33   | /                  | 4/0                          |
| 当   | 1999年愛知県議会議員選挙 | 1999年4月11日  | 34   | 知多市選挙区     | 無所属       | 1万6948票  | 50.08% | 1    | 1/2                | /                            |
| 当   | 2003年愛知県議会議員選挙 | 2003年4月13日  | 37   | 知多市選挙区     | 自由民主党   | 1万6991票  | 62.12% | 1    | 1/2                | /                            |
| 当   | 第44回衆議院議員総選挙   | 2005年09月11日 | 41   | 愛知県第8区      | 自由民主党   | 12万3280票 | 45.87% | 1    | 1/4                | /                            |
| 落   | 第45回衆議院議員総選挙   | 2009年08月30日 | 45   | 愛知県第8区      | 自由民主党   | 10万9582票 | 38.14% | 1    | 2/3                | 14/6                         |
| 当   | 第46回衆議院議員総選挙   | 2012年12月16日 | 48   | 愛知県第8区      | 自由民主党   | 11万5407票 | 46.73% | 1    | 1/4                | /                            |
| 当   | 第47回衆議院議員総選挙   | 2014年12月14日 | 50   | 愛知県第8区      | 自由民主党   | 10万9723票 | 47.57% | 1    | 1/3                | /                            |
| 当   | 第48回衆議院議員総選挙   | 2017年10月22日 | 53   | 愛知県第8区      | 自由民主党   | 10万8477票 | 46.15% | 1    | 1/3                | /                            |
| 当   | 第49回衆議院議員総選挙   | 2021年10月31日 | 57   | 愛知県第8区      | 自由民主党   | 12万1714票 | 50.22% | 1    | 1/2                | /                            |
| 比当 | 第50回衆議院議員総選挙   | 2024年10月27日 | 60   | 愛知県第8区      | 自由民主党   | 9万5844票  | 41.33% | 1    | 2/3                | 7/7                          |